# Фаяо
Фаяо е една от 76-те провинции на Тайланд. Столицата ѝ е едноименния град Фаяо. Населението на провинцията е 502 780 жители (2000 г. – 46-а по население), а площта 6335,1 кв. км (35-а по площ). Намира се в часова зона UTC+7. Разделена е на 9 района, които са разделени на 68 общини и 632 села.